# Associação Desportiva Comunitária Astro
Associação Desportiva Comunitária Astro é um clube de futebol brasileiro da cidade de Feira de Santana, no estado da Bahia. Seu nome se deve à telenovela O Astro, da Rede Globo. Foi vice-campeão do Campeonato Baiano de Futebol de 2003 - Segunda Divisão e campeão do torneio seletivo de 2012.
Seu uniforme é camisa verde com detalhes vermelhos e brancos, calção verde, com detalhes vermelhos e brancos e meias brancas.